# Ловецкий, Владимир Николаевич
Влади́мир Никола́евич Лове́цкий (бел. Уладзімір Мікалаевіч Лавецкі; род. 26 октября 1951, Жлобин, Гомельская область, Белорусская ССР) — советский легкоатлет, серебряный призёр Олимпийских игр. Мастер спорта международного класса.

## Биография
Родился в 1951 году в Жлобине. Закончил в 1975 году Белорусский государственный институт физической культуры. 

## Спортивная карьера
На Олимпийских играх 1972 в Мюнхене Владимир Ловецкий завоевал серебряную медаль в эстафете 4×100 метров вместе с Александром Корнелюком, Юрием Силовым и Валерием Борзовым. В личных соревнованиях выступил на дистанции 200 метров, где выбыл в четвертьфинале. 
До сих пор остается самым титулованным белорусским спринтером среди мужчин.

## Награды и звания
- Мастер спорта международного класса.
- Чемпион Европы среди юниоров в 1970 году.
- Чемпион СССР в беге на 100 метров в закрытом помещении в 1972 году.
- Серебряный призер Олимпийских игр 1972 года в Мюнхене в эстафете 4х100 метров.
- Серебряный призер Универсиады в 1973 году.
- Звание «Почётный гражданин Жлобинского района» (присвоено в 2009 году) — за значительные достижения в развитии физической культуры и спорта, получившие широкое общественное признание[1].